# Cupid (serie televisiva 2009)
Cupid è una serie televisiva statunitense creata da Rob Thomas e prodotta nel 2009. Lo show è un remake dell'omonima serie statunitense del 1998, con la differenza che la location si sposta da Chicago a New York.
La serie è stata trasmessa in prima visione negli Stati Uniti da ABC nel 2009, venendo cancellata il 19 maggio per via dei bassi ascolti. In Italia è stata trasmessa da Rai 2.

## Trama
Un misterioso barista di New York si autodefinisce Cupido, il dio dell'amore; dopo essere stato cacciato dall'Olimpo, come lui sostiene, ha una missione ben precisa: riottenere il favore di Zeus, unendo 100 coppie nel vero amore, senza arco né frecce.

## Episodi
| Stagione       | Episodi | Prima TV USA | Prima TV Italia |
| -------------- | ------- | ------------ | --------------- |
| Prima stagione | 7       | 2009         | 2010-2011       |

## Personaggi e interpreti
- Cupido (stagione 1), interpretato da Bobby Cannavale.
È un barista di New York, dalle origini sconosciute. Nell'appartamento in cui vive è registrato sotto il nome di "Ed Ross" (basato sul suo nome greco, Eros); presso l'ospedale psichiatrico dove è in "cura" (per via del suo comportamento da Cupido) è invece conosciuto sotto il nome di "Trevor Pierce" (un nome ricavato dall'iscrizione sul muro dell'ospedale: ...the world felt the tremor, and the darkness was pierced).
- Claire McCrae (stagione 1), interpretata da Sarah Paulson.
È una rinomata psichiatra di New York specialista in problemi di cuore, che gestisce un gruppo di supporto per single alla ricerca del vero amore. Gli viene assegnato il compito di supervisionare e curare Trevor, dopo che viene rinchiuso in un ospedale psichiatrico, proprio a causa del suo comportamento da Cupido.
- Félix Arroyo (stagione 1), interpretato da Rick Gomez.
È il padrone di casa e del bar dove lavora Cupido.
- Lita Arroyo (stagione 1), interpretata da Camille Guaty.
È la sorella di Felix, e collega di Cupido.